# Mucuna mapirensis
Mucuna mapirensis là một loài thực vật có hoa trong họ Đậu. Loài này được (Rusby) J.F.Macbr. miêu tả khoa học đầu tiên.